# Leena Lander

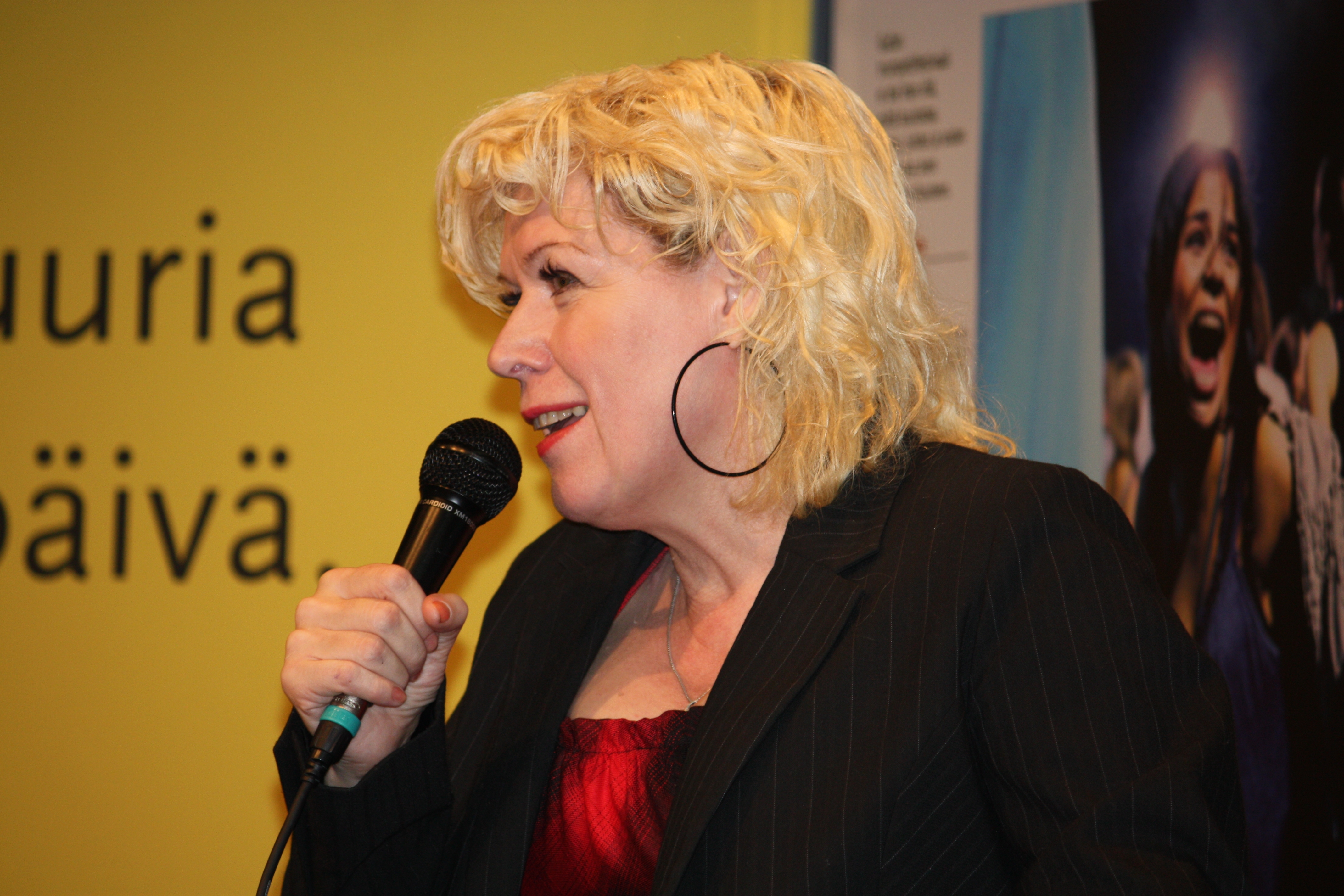
Leena Lander

Leena Lander, född 25 oktober 1955 i Åbo, är en finländsk författare.

## Författarskap
Lander debuterade 1982 och har gett ut flera romaner, bland andra trilogin Tummien perhosten koti (1992, svensk översättning De mörka fjärilarnas hem), Tulkoon myrsky (1994, svensk översättning Må stormen komma) och Iloisen kotiinpaluun asuinsijat (1997, svensk översättning Den glada hemkomstens boplatser). Lander ställer sig på barnets sida i böckerna, och har undan för undan blivit en av de mest populära finska författarna. Hon fick Tack för boken-medaljen 1992 för De mörka fjärilarnas hem, och boken filmatiserades 2008 av Dome Karukoski. Den dokumentärliknande thrillern Käsky (2003) från det finska inbördeskriget filmatiserades också 2008.
Lander nominerades till Nordiska rådets litteraturpris 1993 och 1997. Hon är översatt till flera språk.